# Adriaan Louis Poelman
Adriaan Louis Poelman (Appingedam, 20 september 1827 - Noordbroek, 14 oktober 1893) was een Nederlandse predikant, journalist en politicus.

## Familie
Poelman was een zoon van hypotheekbewaarder Cornelis Geert Poelman (1783-1833) en Elisabeth Louise Maria Lucretia Umbgrove (1793-1860). Hij was een stiefzoon van mr. Regnerus Tjaarda Mees (1790-1867). Hij trouwde in 1851 met Catharina Reijnders (1832-1894). Uit dit huwelijk werden zeven kinderen geboren, onder wie A.W.L. Versluys-Poelman, presidente van de Vereeniging voor Vrouwenkiesrecht (1895-1903).

## Loopbaan
Poelman studeerde godgeleerdheid aan de Groninger Hogeschool, onder Petrus Hofstede de Groot, en promoveerde summa cum laude in 1850 op zijn proefschrift Exhibens theologiam Petrinam. Hij was predikant van de Nederlandse Hervormde Kerk in Holwierde (1850-1857), Nijmegen (1857-1858) en Noordbroek (1858-1893). Als journalist schreef hij bijdragen voor de Provinciale Groninger Courant, de Nieuwe Veendammer Courant en de Nieuwe Winschoter Courant. Hij was daarnaast redactielid van het tijdschrift De Bijbelvriend, later voortgezet als Nieuw en Oud (1856-1871).

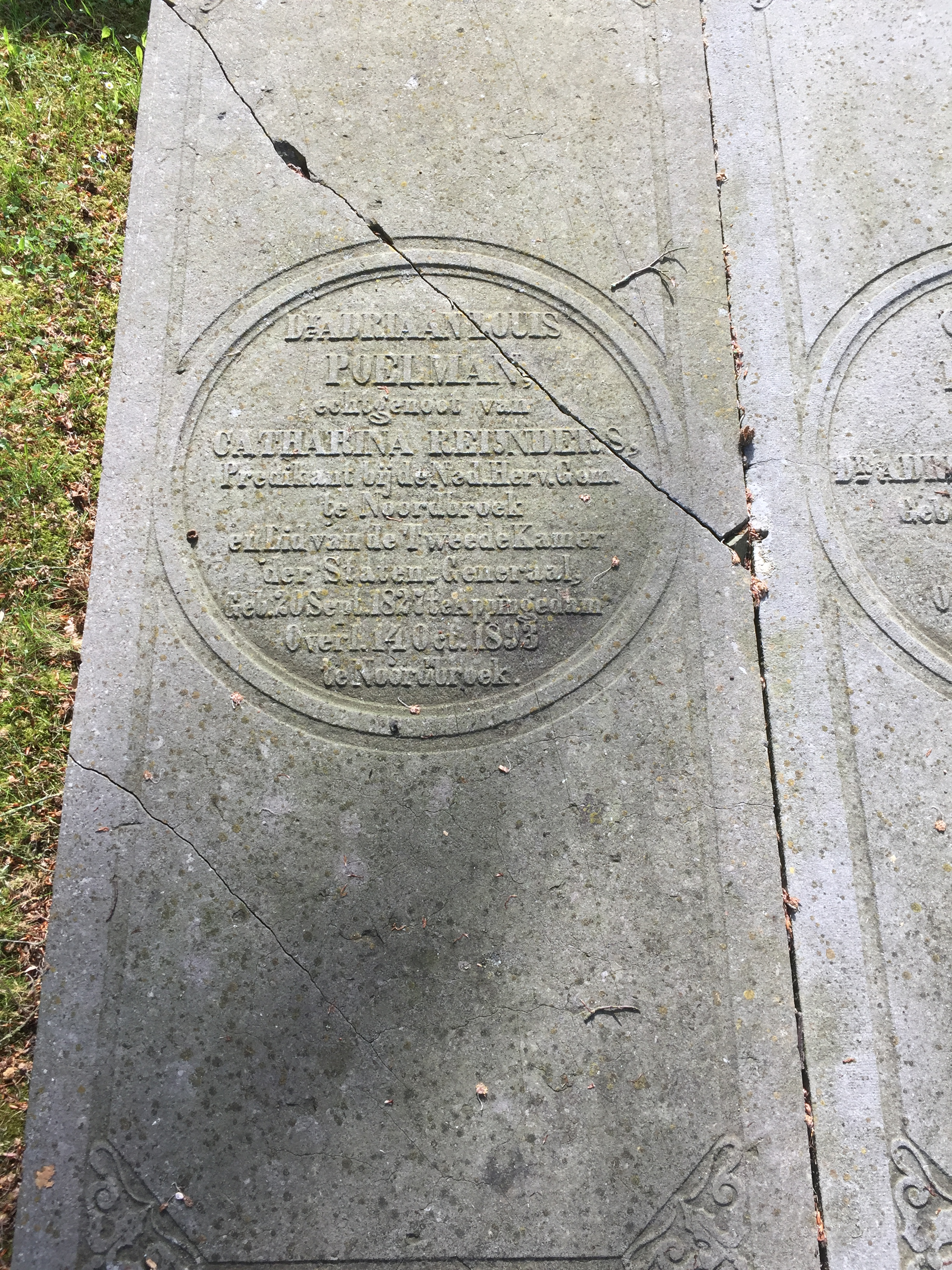
Het graf van Adriaan Louis Poelman op het kerkhof bij de Hervormde Kerk van Noordbroek

Van 15 september 1891 tot aan zijn overlijden op 14 oktober 1893 was hij voor het kiesdistrict Veendam lid van de Tweede Kamer der Staten-Generaal. Hij leed aan een oogziekte en werd later geheel blind. Hij werd naar de Kamer begeleid door zijn vrouw, die de door hem gedicteerde artikelen en redevoeringen voor hem uitschreef. Bij zijn beëdiging als Kamerlid werd Poelman binnengeleid door zijn collega Jan Schepel. Hij sprak in de Tweede Kamer onder andere over belastingen en kiesrecht.

## Publicaties (selectie)
- 1861 Wat de moderne theologie leert"
- 1864 De waarde van de Bijbelsche wonderverhalen
- 1865 De kracht van Jezus verschijning
- 1871 De eeuwige vrede
- 1889 Ontwerp van wet tot regeling van het grondbezit, met toelichting

- Biografisch Portaal: 28983773
- Digitale Bibliotheek voor de Nederlandse Letteren: poel009
- International Standard Name Identifier: 0000 0003 8917 325X
- Nederlandse Thesaurus van Auteursnamen: 069956103
- Parlement.com: vg09ll4qalw1
- Virtual International Authority File: 282530758
- WorldCat: E39PBJrgG4JxGCrdJDByj9rQbd